# خانه اسماعیلی
خانه اسماعیلی مربوط به دوره قاجار است و در آران و بیدگل، محله مختص آباد (بیدگل)، اول خیابان ۲۲ بهمن، جنب خانه بنی فاطمه واقع شده و این اثر در تاریخ ۱۹ مرداد ۱۳۸۴ با شمارهٔ ثبت ۱۲۹۶۶ به‌عنوان یکی از آثار ملی ایران به ثبت رسیده است.